# USS Shannon (DM-25)
USS Shannon (DD-737/DM-25/MMD-25) là một tàu khu trục rải mìn lớp Robert H. Smith được Hải quân Hoa Kỳ chế tạo trong Chiến tranh Thế giới thứ hai. Con tàu được đặt theo tên Đại tá Thủy quân Lục chiến Harold D. Shannon (1892-1943), người tham gia trận Belleau Wood trong Thế Chiến I, rồi chỉ huy công cuộc phòng thủ đảo Midway trong Trận Midway và được tặng thưởng Huân chương Phục vụ Dũng cảm Hải quân. Nó đã hoạt động cho đến hết chiến tranh, và tiếp tục phục vụ cho đến khi được cho xuất biên chế năm 1955, rút đăng bạ năm 1970 và tháo dỡ năm 1973. Shannon được tặng thưởng bốn Ngôi sao Chiến trận do thành tích phục vụ trong Thế Chiến II.

## Thiết kế và chế tạo
Shannon nguyên được đặt lườn như tàu khu trục DD-737 vào ngày 14 tháng 2 năm 1944 tại xưởng tàu của hãng Bath Iron Works ở Bath, Maine, và được hạ thủy vào ngày 24 tháng 6 năm 1944; được đỡ đầu bởi bà Harold D. Shannon, vợ góa Đại tá Shannon. Nó được xếp lại lớp như một tàu khu trục rải mìn với ký hiệu lườn DM-25 vào ngày 19 tháng 7 năm 1944 trước khi nhập biên chế vào ngày 8 tháng 9 năm 1944 dưới quyền chỉ huy của Hạm trưởng, Trung tá Hải quân E. L. Foster.

## Lịch sử hoạt động

### Đi sang Thái Bình Dương
Hoàn tất việc chạy thử máy huấn luyện tại khu vực ngoài khơi Bermuda vào cuối tháng 10, Shannon nhận nhiệm vụ hộ tống cho đoàn tàu GUS-54 trước khi tiếp tục đi đến Norfolk, Virginia. Sau khi được bảo trì trong xưởng tàu, nó khởi hành vào ngày 21 tháng 11 để đi sang khu vực Thái Bình Dương. Trên đường đi vào ngày 25 tháng 11, nó giải cứu hai người thuộc đội bay một thủy phi cơ trinh sát của tàu tuần dương hạng nặng Tuscaloosa (CA-37) bị rơi trên biển. Nó băng qua kênh đào Panama vào ngày 27 tháng 11, và tiếp tục hành trình lần lượt đi đến California và Hawaii.

### Trận Iwo Jima
Vào ngày 27 tháng 1, 1945, trong vai trò soái hạm của Đội tàu rải mìn 7, vốn còn bao gồm các tàu chị em Thomas E. Fraser (DM-24) và Harry F. Bauer (DM-26), và là một đơn vị thuộc Lực lượng Đặc nhiệm 51, Shannon khởi hành từ Trân Châu Cảng để đi Iwo Jima ngang qua Eniwetok và Saipan. Đi đến mục tiêu vào ngày 19 tháng 2, nó hoạt động tuần tra chống tàu ngầm trong khi binh lính Thủy quân Lục chiến tấn công đổ bộ lên hòn đảo này. Đến xế trưa, nó chuyển sang nhiệm vụ hỗ trợ hỏa lực cho cuộc chiến trên bộ, và trong năm ngày tiếp theo đã luân phiên giữa các nhiệm vụ này trước khi quay trở lại Saipan hộ tống các tàu vận tải chuyển lực lượng tiếp viện và hàng tiếp liệu đến hòn đảo.
Shannon quay trở lại Iwo Jima vào ngày 3 tháng 3, tiếp tục nhiệm vụ bắn pháo sáng ban đêm, bắn pháo quấy rối và bắn hỏa lực theo yêu cầu hỗ trợ cho Sư đoàn 4 Thủy quân Lục chiến thêm năm ngày nữa. Nó lên đường đi Ulithi vào ngày 8 tháng 3, để rồi lại rời khu vực quần đảo Caroline vào ngày 19 tháng 3 để hướng đến Okinawa.

### Trận Okinawa

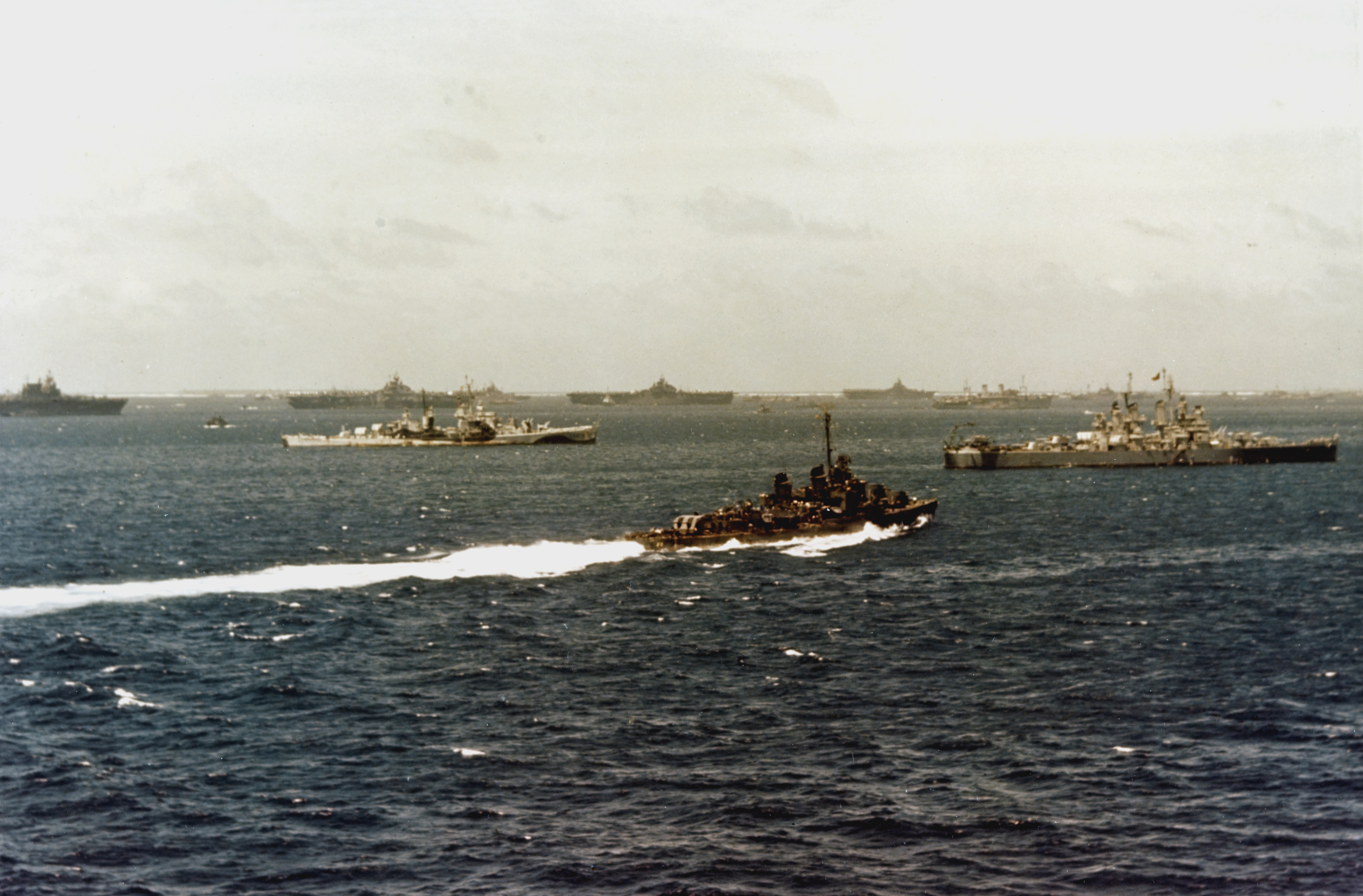
Shannon cùng lực lượng đặc nhiệm đang được tập trung chuẩn bị cho trận Okinawa, khoảng tháng 3, 1945. Có thể tại Ulithi.

Shannon đi đến ngoài khơi Kerama Retto, một nhóm đảo về phía Tây Okinawa, vào ngày 25 tháng 3, nơi nó bảo vệ cho hoạt động của các tàu quét mìn và các đội phá hoại dưới nước (UDT) để dọn đường cho cuộc đổ bộ lên Okinawa. Vào Ngày D 1 tháng 4, khi binh lính đổ bộ lên bãi biển Hagushi, con tàu tuần tra về phía Đông Kerama Retto; rồi nó di chuyển đến bờ biển phía Nam Okinawa để bảo vệ cho cuộc đổ bộ nghi binh tại đây. Nó tiếp tục vai trò hộ tống bảo vệ cho đến ngày 4 tháng 4, khi nó hộ tống các tàu vận tải rỗng rút lui về tuyến sau. Nó quay trở lại khu vực Okinawa vào ngày 15 tháng 4, tiếp nối nhiệm vụ tuần tra bảo vệ, rồi đến ngày 21 tháng 4 đã tiến hành tuần tra chống xâm nhập tại khu vực Đông Nam Okinawa, luân phiên nhiệm vụ này với vai trò cột mốc radar canh phòng cho đến giữa tháng 6. Trong giai đoạn này nó cũng bảo vệ cho hoạt động của các tàu quét mìn tại khu vực Tori Shima vào ngày 11 tháng 5, và khu vực Iheya Shima từ ngày 30 tháng 5 đến ngày 3 tháng 6.
Từ giữa tháng 6 đến cuối tháng 7, Shannon tháp tùng các đơn vị quét mìn trong các hoạt động quét thủy lôi tiếp theo tại khu vực lân cận Okinawa và trong biển Hoa Đông. Sang đầu tháng 8, nó được bảo trì tại vịnh Buckner, Okinawa trước khi tiếp tục hoạt động cùng các tàu quét mìn từ ngày 12 tháng 8, cho đến khi Nhật Bản đầu hàng vào ngày 15 tháng 8.

### Biển Hoàng Hải và Nhật Bản
Sau khi chiến tranh kết thúc tại Thái Bình Dương, Shannon cùng các đơn vị quét mìn di chuyển đến vùng biển Hoàng Hải để rà quét các bãi thủy lôi ngoài khơi Triều Tiên. Nó lên đường đi Nhật Bản vào ngày 7 tháng 9, nơi nó tiếp tục hỗ trợ những hoạt động quét mìn các tuyến luồng ra vào các cảng Nhật Bản cho đến tháng 11, khi nó lên đường quay trở về Hoa Kỳ. Sau các chặng dừng tại quần đảo Hawaii và vùng bờ Tây, nó tiếp tục băng qua kênh đào Panama để gia nhập Hạm đội Đại Tây Dương.

### Sau chiến tranh
Đi đến vịnh Chesapeake vào tháng 4, 1946, Shannon hoạt động với biên chế rút gọn dưới quyền Tư lệnh Khu trục Đại Tây Dương và Tư lệnh Tàu ngầm Đại Tây Dương cho đến tháng 6, khi nó được điều đến Charleston, South Carolina để hoạt động cùng Đội rải mìn 2. Vào mùa Hè năm 1947, nó tháp tùng tàu sân bay hộ tống Palau (CVE-122) cho một chuyến viếng thăm thiện chí đến Liberia. Sau khi được bảo trì, con tàu bị bỏ không tại Charleston từ  tháng 11, 1947 đến  tháng 8, 1948, rồi hoạt động trở lại cùng Lực lượng Rải mìn Hạm đội Đại Tây Dương trong bảy năm tiếp theo.
Trong giai đoạn này, Shannon tham gia nhiều cuộc thực tập và tập trận cùng hạm đội, tiến hành những chuyến đi thực tập cho học viên sĩ quan, và đã một lần được bố trí sang Địa Trung Hải từ tháng 9, 1950 đến tháng 1, 1951. Được cho ngừng hoạt động vào năm 1955, nó gia nhập Đội Charleston, Hạm đội Dự bị Đại Tây Dương từ ngày 7 tháng 7, và chính thức xuất biên chế vào ngày 24 tháng 10, 1955.
Đang khi trong thành phần dự bị, Shannon được xếp lại lớp như một tàu rải mìn nhanh với ký hiệu lườn MMD-25 vào ngày 14 tháng 8, 1968, nhưng tiếp tục bị bỏ không cho đến khi tên nó được cho rút khỏi danh sách Đăng bạ Hải quân vào ngày 1 tháng 11, 1970. Con tàu sau đó được bán cho hãng Boston Metals Company tại Baltimore, Maryland, và bắt đầu được tháo dỡ từ tháng 5, 1973.

## Phần thưởng
Shannon được tặng thưởng bốn Ngôi sao Chiến trận do thành tích phục vụ trong Thế Chiến II.